# Správní obvod obce s rozšířenou působností Ivančice
Správní obvod obce s rozšířenou působností Ivančice je od 1. ledna 2003 jedním ze sedmi správních obvodů rozšířené působnosti obcí v okrese Brno-venkov v Jihomoravském kraji. Čítá 17 obcí.
Město Ivančice je zároveň obcí s pověřeným obecním úřadem, přičemž oba správní obvody jsou územně totožné.

## Seznam obcí
Poznámka: Města jsou vyznačena tučně.
- Biskoupky
- Čučice
- Dolní Kounice
- Hlína
- Ivančice
- Ketkovice
- Kupařovice
- Mělčany
- Moravské Bránice
- Němčičky
- Neslovice
- Nová Ves
- Nové Bránice
- Oslavany
- Pravlov
- Senorady
- Trboušany

## Obyvatelstvo
| Rok  | Obyv.  | ± %    |
| ---- | ------ | ------ |
| 1869 | 18 459 | —      |
| 1880 | 18 574 | +0,6 % |
| 1890 | 19 702 | +6,1 % |
| 1900 | 20 972 | +6,4 % |
| 1910 | 22 705 | +8,3 % |

| Rok  | Obyv.  | ± %    |
| ---- | ------ | ------ |
| 1921 | 23 578 | +3,8 % |
| 1930 | 24 654 | +4,6 % |
| 1950 | 22 921 | −7 %   |
| 1961 | 24 094 | +5,1 % |
| 1970 | 24 101 | +0 %   |

| Rok  | Obyv.  | ± %    |
| ---- | ------ | ------ |
| 1980 | 24 087 | −0,1 % |
| 1991 | 22 928 | −4,8 % |
| 2001 | 22 994 | +0,3 % |
| 2011 | 23 708 | +3,1 % |
| 2021 | 24 204 | +2,1 % |